# كارل بورجوارد

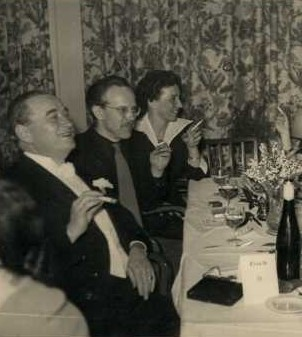
كارل بورجوارد (يسار) وهوبرت مينغاست (الثاني من اليسار) حوالي عام 1950.

كارل فريدريش فيلهلم بورجوارد (10 نوفمبر 1890 في ألتونا، هامبورغ - 28 يوليو 1963 في بريمن ) مهندس ومصمم ألماني ومبدع مجموعة بورجوارد ومقرها بريمن.   

## سيرة شخصية
كان من أصل متواضع، ابن تاجر تجزئة الفحم فيلهلم بورجوارد، وكان لديه اثنا عشر اخ واخت. أجرى دراسات الهندسة الميكانيكية، وحصل على شهادة الهندسة من جامعة هانوفر التقنية في عام 1913.
أصيب خلال الحرب العالمية الأولى. في عام 1919 أصبح أحد شركاء بريمر ريفينيندوستري. أعيدت هيكلة الشركة وفي عام 1920 أصبحت Bremer Kühlerfabrik Borgward & Co.
توفي كارل بورجوارد بنوبة قلبية عن عمر يناهز 72 يوم 28 يوليو 1963.

## روابط خارجية
- (بالألمانية) Eggermann ، Jan Oliver: Der Borgward-Mythos
- (الإنجليزية) Eggermann ، جان أوليفر: أسطورة بورجوارد